# Western Force
Western Force ist eine Rugby-Union-Mannschaft aus der australischen Stadt Perth. Sie spielt im australischen National Rugby Championship sowie in der World Series Rugby mit Mannschaften aus Fidschi und Tonga. Die Heimspiele werden im Perth Oval ausgetragen. Bis 2017 spielte sie in der internationalen Super-Rugby-Liga.

## Geschichte
Das Team nahm erstmals 2006 an der Super 14 teil und wurde Letzter. Im darauf folgenden Jahr konnte man sich auf Platz sieben verbessern, was zugleich die beste Platzierung der Mannschaft im Super Rugby war.
Im Jahr 2017 wurde die Zahl der Super Rugby Teams reduziert, die Western Force war eines der Teams das daraufhin nicht mehr spielberechtigt war. Seitdem spielt die Mannschaft im National Rugby Championship gegen australische als auch in der World Series Rugby gegen fidschianische und tonganische Mannschaften.

## Bekannte ehemalige Spieler
- Brendan Cannon
- Matt Giteau
- Dane Haylett-Petty
- Jayden Hayward (Italien)
- Digby Ioane
- Brock James
- Steve Mafi (Tonga)
- Ben McCalman
- Drew Mitchell
- Napolioni Nalaga (Fidschi)
- James O’Connor
- David Pocock
- Nathan Sharpe
- Elvis Taione (Tonga)

## Platzierungen im Super Rugby
| Jahr | Spiele | Siege | Unent. | Ndlg. | Spiel- punkte | Diff. | Bonus- punkte | Tabellen- punkte | Platz | Playoffs |
| ---- | ------ | ----- | ------ | ----- | ------------- | ----- | ------------- | ---------------- | ----- | -------- |
| 2006 | 13     | 1     | 2      | 10    | 223:373       | −150  | 4             | 12               | 14.   |          |
| 2007 | 13     | 6     | 1      | 6     | 276:282       | −6    | 6             | 32               | 7.    |          |
| 2008 | 13     | 7     | 0      | 6     | 247:278       | −31   | 4             | 33               | 8.    |          |
| 2009 | 13     | 6     | 1      | 6     | 328:275       | +53   | 10            | 36               | 8.    |          |
| 2010 | 13     | 4     | 0      | 9     | 258:364       | −106  | 3             | 19               | 13.   |          |

### Super Rugby
| Jahr | Spiele | Siege | Unent. | Ndlg. | Spiel- punkte | Diff. | Bonus- punkte | Tabellen- punkte | Platz | Playoffs |
| ---- | ------ | ----- | ------ | ----- | ------------- | ----- | ------------- | ---------------- | ----- | -------- |
| 2011 | 16     | 5     | 2      | 9     | 333:416       | −83   | 5             | 37               | 12.   |          |
| 2012 | 16     | 3     | 0      | 13    | 306:440       | −134  | 7             | 27               | 14.   |          |
| 2013 | 16     | 4     | 1      | 11    | 267:366       | −99   | 5             | 31               | 13.   |          |
| 2014 | 16     | 9     | 0      | 7     | 343:393       | −50   | 4             | 40               | 8.    |          |
| 2015 | 16     | 3     | 0      | 13    | 245:384       | −139  | 7             | 19               | 15.   |          |
| 2016 | 15     | 2     | 0      | 13    | 260:441       | −181  | 5             | 13               | 16.   |          |
| 2017 | 15     | 6     | 0      | 9     | 313:404       | −91   | 2             | 26               | 12.   |          |